# Wilmington Air Park

i7
i11
i13
Der Wilmington Air Park (IATA: ILN, ICAO: KILN), bis 2012 Airborne Airpark, befindet sich bei der Stadt Wilmington im US-Bundesstaat Ohio.

## Geschichte
Gegründet wurde der Flugplatz 1929. Von 1942 bis 1972 befand sich die Clinton County Air Force Base auf dem Gelände, ab 2003 betrieb DHL dort sein nordamerikanisches Luftfrachtdrehkreuz.
Im April 2009 gab DHL bekannt, zum Cincinnati/Northern Kentucky International Airport umziehen zu wollen. Im Juli 2009 wurde das Zentrum für Paketsortierung geschlossen, im Januar 2010 verschenkte DHL die Anlagen an das Clinton County. Die Umbenennung erfolgte 2012. Im Dezember 2015 berichtete die Seattle Times, dass Amazon.com plane, den Airborne Park als Basis für 20 Frachtflugzeuge vom Typ Boeing 767 zu nutzen. Nachdem bereits einige Flugzeuge auf dem Wilmington Air Park stationiert waren, kündigte Amazon Ende Januar 2017 an, auf dem Cincinnati/Northern Kentucky International Airport ein Drehkreuz errichten zu wollen. Damit verlor man nach DHL bereits zum zweiten Mal einen wichtigen Nutzer an den rund 85 Kilometer südwestlich im Nachbarstaat Kentucky gelegenen Flughafen.